# Bisbat de Versalles

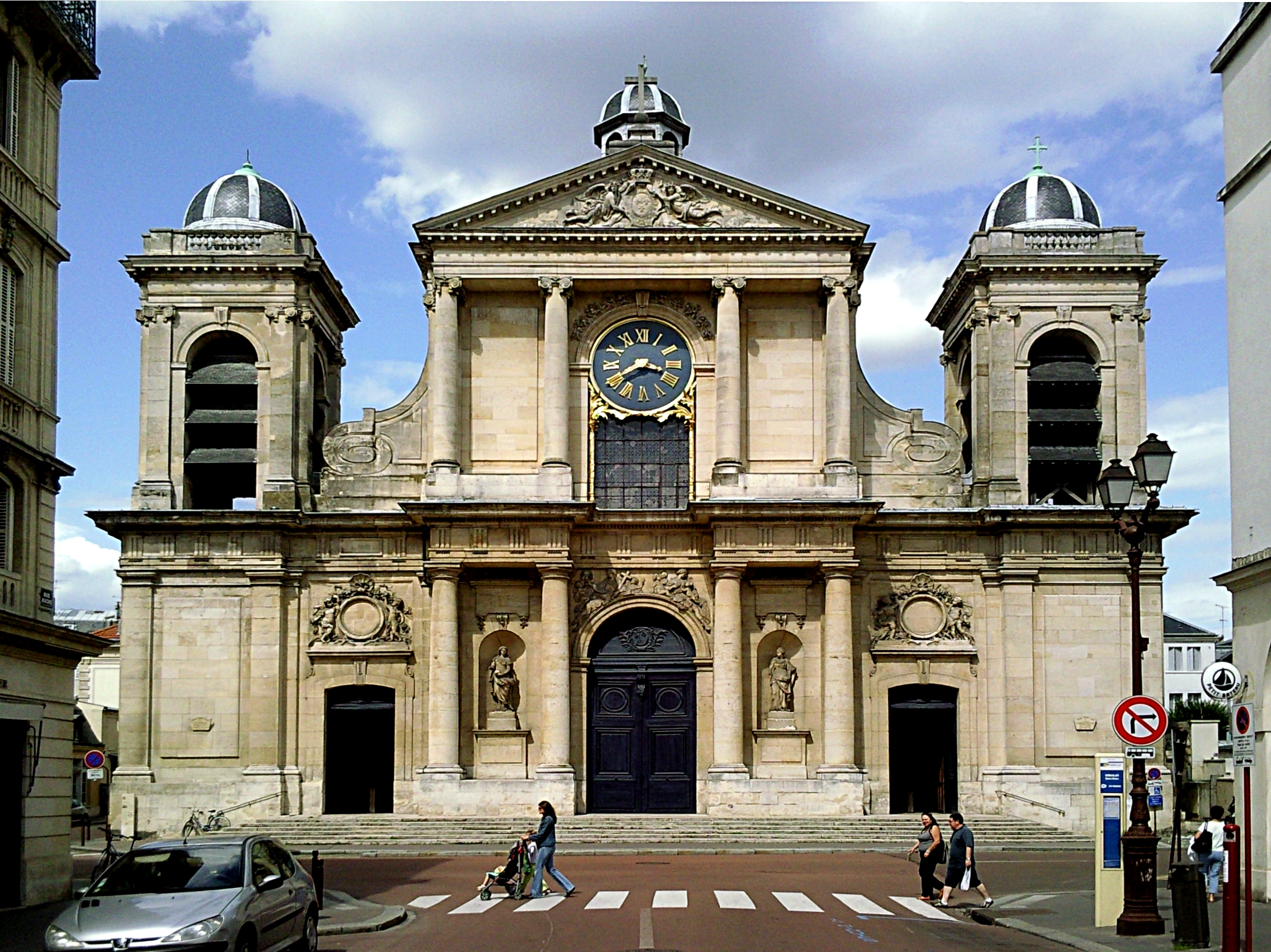
L'església de Nostra Senyora és la més antiga de Versalles, consagrada el 1686. Era la parròquia del palau reial; i als arxius parroquials s'han conservat les actes de bateig, matrimoni i de decés dels membres de la família reial.

El bisbat de Versalles (francès: Diocèse de Versailles, llatí: Dioecesis Versaliensis) és una seu de l'Església Catòlica a França, sufragània de l'arquebisbat de París. Al 2014 tenia 935.000 batejats sobre una població de 1.441.147 habitants. Actualment està regida pel bisbe Éric Marie Pierre Henri Aumonier.

## Territori
La diòcesi inclou el territori del departament francès dels Yvelines.
La seu episcopal és la ciutat de Versalles, on es troba la catedral de sant Lluís.
El territori s'estén sobre 2.270 km² i està subdividit en 287 parròquies, agrupades en 12 vicariats.

## Història
La diòcesi va ser erigida el 29 de novembre de 1801, després del concordat, amb la butlla Qui Christi Domini del Papa Pius VII; sufragània de l'arxidiòcesi de París, va incloure inicialment dos departaments francesos, els de la Seine-et-Oise i de l'Eure-et-Loir, per l'annexió del territori de la diòcesi de Chartres, va suprimir de forma simultània.
El 6 d'octubre de 1822 es va restablir la diòcesi de Chartres, obtenint el seu territori des de la diòcesi de Versalles. El territori diocesà es va reduir així a només el departament de Seine-et-Oise, que consistia en porcions considerables de les antigues diòcesis de París, Chartres, Rouen i Sens i alguns cantons presos a les diòcesis de Beauvais, de Senlis i d'Évreux.
L'església de Sant Lluís es va erigir com a catedral diocesana, construïda a partir de 1743 i consagrada l'agost de 1754. En aquesta església el primer bisbe de Versalles, Louis Charrier de la Roche, va rebre en 1805 el Papa Pius VII, en arribar a Versalles per coronar emperador Napoleó.
El bisbe Étienne-Jean-François Borderies va dotar la diòcesi d'un catecisme i va uniformar la litúrgia a la romana. El seu successor, Louis-Marie-Edmont Blanquart de Bailleul, va establir el seminari i va tornar a consagrar la catedral el 1843. Jean-Nicaise Gros va anunciar el primer sínode diocesà i va establir cursos de formació per als sacerdots, les anomenades conferències eclesiàstiques; va crear una casa de jubilació per als sacerdots ancians i va obligar la litúrgia romana a tota la diòcesi; també va establir l'adoració perpètua i l'obra de propagació de la fe.
Després de la reorganització administrativa de la regió de París, el 9 d'octubre de 1966 Versalles va cedir grans parts del seu territori perquè s'erigissin les diòcesis de Corbeil, de Créteil, de Nanterre, de Pontoise i de Saint-Denis; al mateix temps, el territori diocesà es va reduir al del nou departament d'Yvelines.

## Cronologia episcopal
- Louis Charrier de La Roche † (9 de maig de 1802 - 17 de març de 1827 mort)
- Étienne-Jean-François Borderies † (25 de juny de 1827 - 4 d'agost de 1832 mort)
- Louis-Marie-Edmont Blanquart de Bailleul † (17 de desembre de 1832 - 17 de juny de 1844 nomenat arquebisbe de Rouen)
- Jean-Nicaise Gros † (17 de juny de 1844 - 13 de desembre de 1857 mort)
- Jean-Pierre Mabile † (15 de març de 1858 - 8 de maig de 1877 mort)
- Pierre-Antoine-Paul Goux † (21 de setembre de 1877 - 29 d'abril de 1904 mort)
- Charles-Henri-Célestin Gibier † (21 de febrer de 1906 - 3 d'abril de 1931 mort)
- Benjamin-Octave Roland-Gosselin † (3 d'abril de 1931 - 12 d'abril de 1952 jubilat)
- Alexandre-Charles-Albert-Joseph Renard † (19 d'agost de 1953 - 28 de maig de 1967 nomenat arquebisbe de Lió)
- Louis-Paul-Armand Simonneaux † (30 de setembre de 1967 - 4 de juny de 1988 renuncià)
- Jean-Charles Thomas (4 de juny de 1988 - 11 de gener de 2001 renuncià)
- Éric Marie Pierre Henri Aumonier, dall'11 de gener de 2001

## Estadístiques
A finals del 2014, la diòcesi tenia 935.000 batejats sobre una població de 1.441.147 persones, equivalent al 64,9% del total.
| any  | població  | població  | població | sacerdots | sacerdots       | sacerdots       | sacerdots             | diaques | religiosos | religiosos | parròquies |
| ---- | --------- | --------- | -------- | --------- | --------------- | --------------- | --------------------- | ------- | ---------- | ---------- | ---------- |
| any  | batejats  | total     | %        | total     | clergat secular | clergat regular | batejats por sacerdot | diaques | homes      | dones      |            |
| 1950 | 1.000.000 | 1.500.000 | 66,7     | 926       | 805             | 121             | 1.079                 |         | 1.000      | 2.500      | 587        |
| 1970 | 600.000   | 853.386   | 70,3     | 465       | 370             | 95              | 1.290                 |         | 95         | 1.100      | 256        |
| 1980 | 1.039.000 | 1.094.000 | 95,0     | 406       | 315             | 91              | 2.559                 | 5       | 96         | 900        | 269        |
| 1990 | 1.210.000 | 1.212.539 | 99,8     | 334       | 246             | 88              | 3.622                 | 18      | 95         | 745        | 268        |
| 1999 | 906.000   | 1.342.000 | 67,5     | 295       | 234             | 61              | 3.071                 | 40      | 61         | 637        | 269        |
| 2000 | 850.000   | 1.351.000 | 62,9     | 278       | 218             | 60              | 3.057                 | 46      | 60         | 637        | 269        |
| 2001 | 800.000   | 1.351.000 | 59,2     | 277       | 217             | 60              | 2.888                 | 44      | 60         | 637        | 269        |
| 2002 | 800.000   | 1.352.141 | 59,2     | 276       | 216             | 60              | 2.898                 | 49      | 61         | 420        | 269        |
| 2003 | 800.000   | 1.352.141 | 59,2     | 267       | 212             | 55              | 2.996                 | 50      | 56         | 410        | 269        |
| 2004 | 800.000   | 1.352.141 | 59,2     | 242       | 204             | 38              | 3.305                 | 52      | 39         | 320        | 288        |
| 2010 | 700.000   | 1.394.266 | 50,2     | 229       | 193             | 36              | 3.056                 | 60      | 36         | 275        | 287        |
| 2014 | 935.000   | 1.441.147 | 64,9     | 228       | 202             | 26              | 4.100                 | 48      | 26         | 145        | 287        |